# Convoi HX 300
Le convoi HX 300 est un convoi passant dans l'Atlantique nord, pendant la Seconde Guerre mondiale. Il part de New-York City aux États-Unis le 17 juillet 1944 pour le port de Liverpool le 3 août 1944.

## Composition du convoi
Ce convoi est constitué de 166 cargos soit le plus gros convoi de l'atlantique (19 colonnes) :
| Nom                             | Drapeau       | Destination         | Tonnage (GRT) | Cargo                                                                   | Notes |
| ------------------------------- | ------------- | ------------------- | ------------- | ----------------------------------------------------------------------- | --- |
| Agia Marina (1912)              | Grèce         | Avonmouth           | 4,151         | Grain & véhicules militaires                                            | |
| Albert S. Burleson (1943)       | États-Unis    | Europe              | 7,244         | General cargo                                                           | Liberty ship équipé d'un filet anti-torpilles                                                                 |
| Aleksandar I (1927)             | Yougoslavie   | Liverpool           | 5,948         | Sucre                                                                   | |
| Alexander Ramsey (1942)         | États-Unis    | Immingham           | 7,181         | General cargo including explosives                                      | Liberty ship joined from Halifax                                                                              |
| Amelia Earhart (1942)           | États-Unis    | Europe              | 7,176         | General cargo including motor vehicles                                  | Liberty ship                                                                                                  |
| American Press (1920)           | États-Unis    | Kingston upon Hull  | 5,131         | General cargo avec explosifs                                            | Joined from Halifax                                                                                           |
| Ancylus (1935)                  | UK            | Clyde               | 8,017         | USN fuel                                                                | tanker porte-avions transportant un pont chargé d'avions non opérationnels venus de Saint-Jean de Terre-Neuve |
| Andrew Turnbull (1944)          | États-Unis    | Europe              | 7,240         | General cargo                                                           | Liberty ship                                                                                                  |
| Anna N Goulandris (1921)        | Grèce         | Thames              | 4,358         | Grain                                                                   | Depuis Sydney (Nouvelle-Écosse)                                                                               |
| Anson P. K. Safford (1943)      | États-Unis    | Europe              | 7,176         | Explosives                                                              | Liberty ship                                                                                                  |
| Anthony Wayne (1942)            | États-Unis    | Liverpool           | 7,181         | Péniches d'assaut et locomotives                                        | Liberty ship                                                                                                  |
| Athelduke (1929)                | UK            | Bromborough         | 8,966         | Mélasse                                                                 | |
| Athelprince (1926)              | UK            | Salt End            | 8,782         | Mélasse                                                                 | Depuis Sydney (Nouvelle-Écosse)                                                                               |
| Athelregent (1930)              | UK            | Greenock            | 8,881         | Mélasse                                                                 | Carried 59 spare depth charges for escorting warships                                                         |
| Augustus P. Loring (1944)       | États-Unis    | Thames              | 7,176         | General cargo                                                           | Liberty ship                                                                                                  |
| B. F. Shaw (1943)               | États-Unis    | Europe              | 7,176         | General cargo                                                           | Liberty ship                                                                                                  |
| Baxtergate (1925)               | UK            | Thames              | 5,531         | Blé                                                                     | Rejoint depuis Sydney                                                                                         |
| Ben A. Ruffin (1944)            | UK            | Europe              | 7,182         | General cargo avec vehicules                                            | Liberty ship                                                                                                  |
| Bente Maersk (1928)             | UK            | Firth of Clyde      | 5,722         | Gas oil                                                                 | Sert de ravitailleur en diesel.                                                                               |
| Bernhard (1924)                 | Norvège       | Liverpool           | 3,563         | Sucre                                                                   | |
| Billy Mitchell (1943)           | États-Unis    | Europe              | 7,176         | General cargo                                                           | Liberty ship                                                                                                  |
| Bonita (1918)                   | Panama        | Thames              | 4,929         | Bois                                                                    | Rejoint depuis Sydney                                                                                         |
| British Colonel (1921)          | UK            | Leith               | 6,999         | Gas oil                                                                 | Sert de ravitailleur en diesel, transporte 70 charges de profondeur de rechange pour les escortes.            |
| British Promise (1942)          | UK            | Soviet Union        | 8,443         | Alcool                                                                  | Cargo chargé à Philadelphie                                                                                   |
| Cairnvalona (1918)              | UK            | Tyne                | 4,929         | Refrigerated general cargo                                              | Joined from Sydney fitted with HF/DF                                                                          |
| Calobre (1919)                  | Panama        | Belfast             | 6,891         | Vehicules                                                               | |
| Cataraqui Park (1944)           | États-Unis    | Bristol             | 2,877         | Bois                                                                    | Rejoint depuis Sydney                                                                                         |
| Charles Brantley Aycock (1942)  | États-Unis    | Newport             | 7,176         | Explosifs et gaz dangereux                                              | Liberty ship                                                                                                  |
| Charles D. McIver (1943)        | États-Unis    | Europe              | 7,176         | General cargo avec vehicules                                            | Liberty ship équipé d'un filet anti-torpilles                                                                 |
| Charles Dauray (1944)           | États-Unis    | Soviet Union        | 7,176         | General cargo avec locomotives                                          | Liberty ship                                                                                                  |
| Charles J. Folger (1943)        | États-Unis    | Immingham           | 7,194         | General cargo including explosives                                      | Liberty ship depuis Halifax                                                                                   |
| Chesapeake (1928)               | UK            | Firth of Clyde      | 8,955         | Diesel oil and aircraft                                                 | Sert de ravitailleur en diesel, transporte 58 charges de profondeur de rechange pour les escortes.            |
| Christine Marie (1919)          | UK            | Rochester           | 3,895         | Woodpulp                                                                | Joined from St.John's, Newfoundland                                                                           |
| Christopher Gadsden (1942)      | États-Unis    | Europe              | 7,177         | General cargo                                                           | Liberty ship rejoint depuis Halifax                                                                           |
| City of Lancaster (1924)        | UK            | Thames              | 3,041         | Asphalte, sucre & rhum                                                  | |
| City of Leicester (1926)        | UK            | Manchester          | 3,351         | Flour & general cargo                                                   | Joined from Sydney                                                                                            |
| Clan MacInnes (1920)            | UK            | Avonmouth           | 4,672         | Flour & general cargo                                                   | Joined from Halifax                                                                                           |
| Clark Howell (1944)             | États-Unis    | Soviet Union        | 7,198         | General cargo including locomotives                                     | Liberty ship                                                                                                  |
| Clyde L. Seavey (1943)          | États-Unis    | Europe              | 7,176         | General cargo                                                           | Liberty ship                                                                                                  |
| Clydefield (1928)               | UK            | Scapa Flow          | 7,365         | Fuel                                                                    | |
| Cyrus T. Brady (1943)           | États-Unis    | Europe              | 7,176         | General cargo avec vehicules                                            | Liberty ship                                                                                                  |
| Dalhanna (1930)                 | UK            | Liverpool           | 5,571         | general cargo                                                           | |
| Daniel Drake (1943)             | États-Unis    | Europe              | 7,176         | General cargo avec vehicules                                            | Liberty ship                                                                                                  |
| David Bushnell (1942)           | États-Unis    | Liverpool           | 7,181         | Explosifs                                                               | Liberty ship                                                                                                  |
| Daylight (1931)                 | États-Unis    | Heysham             | 9,180         | Petrole, huile & barges                                                 | |
| Dimitrios Chandris (1910)       | Grèce         | Thames              | 4,643         | General cargo                                                           | Rejoint depuis Sydney                                                                                         |
| Dolly Madison (1943)            | États-Unis    | Europe              | 7,176         | General cargo including explosives                                      | Liberty ship                                                                                                  |
| Dramatist (1920)                | UK            | Liverpool           | 5,443         | General cargo                                                           | |
| Eastern Guide (1918)            | États-Unis    | Loch Ewe            | 3,704         | General cargo avec du bois et 300 charges de profondeurs pour l'Islande | |
| Edward J. Filene (1944)         | États-Unis    | Europe              | 7,240         | General cargo including motor vehicles                                  | Liberty ship                                                                                                  |
| Edward Bellamy (1943)           | États-Unis    | Europe              | 7,176         | General cargo                                                           | Liberty ship                                                                                                  |
| Edward L. Grant (1943)          | États-Unis    | Soviet Union        | 7,176         | General cargo including locomotives                                     | Liberty ship                                                                                                  |
| Elg (1930)                      | Norvège       | Greenock            | 4,014         | Sucre & rhum                                                            | |
| Elijah Kellogg (1944)           | États-Unis    | Soviet Union        | 7,176         | Locomotives & machines                                                  | Liberty ship                                                                                                  |
| Elijah White (1942)             | États-Unis    | Europe              | 7,176         | General cargo                                                           | Liberty ship                                                                                                  |
| Eliphalet Nott (1943)           | États-Unis    | Europe              | 7,176         | General cargo                                                           | Liberty ship rejoint depuis Halifax                                                                           |
| Elisabeth Dal (1910)            | UK            | Manchester          | 4,258         | Blé                                                                     | Rejoint depuis Sydney; perte totale présumée à la suite d'une collision                                       |
| Elizabeth Blackwell (1943)      | États-Unis    | Europe              | 7,176         | General cargo                                                           | Liberty ship                                                                                                  |
| Empire MacCallum (1943)         | UK            | Liverpool           | 8,252         | Grain                                                                   | Navire marchant porte-avions rejoint depuis Halifax                                                           |
| Empire Mallory (1941)           | UK            | Avonmouth           | 6,327         | Concentrés de minerai                                                   | |
| Empire Mouflon (1921)           | UK            | Hartlepool          | 3,234         | General cargo avec explosifs                                            | Reoint depuis Sydney                                                                                          |
| Empire Pibroch (1942)           | UK            | Liverpool           | 7,046         | Refrigerated general cargo                                              | Dirige le convoi (commodore RADM Sir A T Tillard)                                                             |
| Empire Treasure (1943)          | UK            | Liverpool           | 7,022         | Viande, farine & general cargo                                          | Depuis Halifax équipé d'un filet anti-torpilles                                                               |
| Evanger (1920)                  | Norvège       | Tyne                | 3,869         | General cargo                                                           | |
| Exilona (1919)                  | États-Unis    | Europe              | 4,971         | General cargo                                                           | |
| Ferncourt (1938)                | Norvège       | Manchester          | 9,918         | Diesel & vehicules blindés                                              | Sert de ravitaillement en fuel aux escortes                                                                   |
| Fluor Spar (1919)               | États-Unis    | Cardiff             | 5,055         | General cargo avec explosifs                                            | Rejoint depuis Halifax                                                                                        |
| Fort Nipagon (1942)             | UK            | Thames              | 7,132         | General cargo                                                           | |
| Francis D. Culkin (1944)        | États-Unis    | Europe              | 7,210         | General cargo avec des vehicules                                        | Liberty ship                                                                                                  |
| Francis N. Smith (1943)         | États-Unis    | Europe              | 7,176         | Explosifs                                                               | Liberty ship équipé d'un filet anti-torpilles                                                                 |
| Frank Wiggins (1943)            | États-Unis    | Immingham           | 7,176         | General cargo avec explosifs                                            | Liberty ship                                                                                                  |
| Franka (1918)                   | Yougoslavie   | Liverpool           | 5,273         | Sucre                                                                   | |
| Frontenac (1928)                | Norvège       | Portsmouth          | 7,350         | USN fuel                                                                | Sert de ravitailleur en diesel, transporte 10 charges de profondeur de rechange pour les escortes.            |
| Gabriel Duval (1942)            | États-Unis    | Europe              | 7,176         | General cargo avec des vehicules                                        | Liberty ship                                                                                                  |
| Gatineau Park (1942)            | UK            | Hull                | 7,128         | General cargo avec des munitions                                        | Rejoint depuis Sydney équipé d'un filet anti-torpilles                                                        |
| George P. Garrison (1943)       | États-Unis    | Europe              | 7,244         | General cargo                                                           | Liberty ship depuis Halifax équipé d'un filet anti-torpilles                                                  |
| Georgian (1920)                 | États-Unis    | Europe              | 5,825         | General cargo avec vehicules                                            | |
| Gerard Dou (1941)               | Pays-Bas      | Thames              | 7,242         | Sugar & general cargo                                                   | transporte le vice-commodore du convoi (Vice-Admiral Sir R H O Lane-Poole)                                    |
| Gerassimos Vergottis (1920)     | Grèce         | Liverpool           | 6,343         | Pâte de bois                                                            | Rejoint depuis Halifax                                                                                        |
| Glarona (1928)                  | Norvège       | Manchester          | 9,912         | Huile & aéronefs                                                        | |
| Gylfe (1930)                    | Norvège       | Grangemouth         | 6,129         | Diesel                                                                  | |
| Hall J. Kelly (1943)            | États-Unis    | Europe              | 7,180         | Réserves Militaires avec vehicules                                      | Liberty ship                                                                                                  |
| Hartlepool (1932)               | UK            | Tyne                | 5,500         | Bois                                                                    | Rejoint depuis Sydney                                                                                         |
| Helder (1920)                   | Pays-Bas      | Liverpool           | 3,629         | Sucre & rhum                                                            | Rejoint depuis Halifax                                                                                        |
| Henrik Ibsen (1906)             | Norvège       | Ipswich             | 4,671         | Grain                                                                   | Rejoint depuis Sydney                                                                                         |
| Hoegh Hood (1936)               | Norvège       | Liverpool           | 9,351         | USN fuel & aéronefs                                                     | |
| Horace H. Harvey (1943)         | États-Unis    | Scapa Flow          | 7,218         | USN fuel                                                                | Liberty ship                                                                                                  |
| Horace Williams (1943)          | États-Unis    | Europe              | 7,176         | General cargo avec explosifs & vehicules                                | Liberty ship                                                                                                  |
| Howard T. Ricketts (1943)       | États-Unis    | Port of Hull        | 7,176         | General cargo avec explosifs                                            | Liberty ship rejoint depuis Halifax                                                                           |
| James B. Duke (1944)            | États-Unis    | Immingham           | 7,200         | Explosifs & machines                                                    | Liberty ship                                                                                                  |
| James Bowdoin (1943)            | États-Unis    | Europe              | 7,176         | General cargo                                                           | Liberty ship depuis Halifax équipé d'un filet anti-torpilles                                                  |
| James Ives (1943)               | États-Unis    | Europe              | 7,176         | General cargo avec vehicules                                            | Liberty ship                                                                                                  |
| Jan Van Goyen (1919)            | Pays-Bas      | Thames              | 5,704         | Sucre & lait en poudre                                                  | |
| Jean Baptiste Le Moyne (1943)   | États-Unis    | Firth of Clyde      | 7,218         | USN fuel                                                                | Liberty ship                                                                                                  |
| John B. Hamilton (1944)         | États-Unis    | Glasgow             | 7,247         | General cargo avec tracteurs & soufre                                   | Liberty ship                                                                                                  |
| John Catron (1943)              | États-Unis    | Europe              | 7,176         | General cargo avec caravanes                                            | Liberty ship équipé d'un filet anti-torpilles                                                                 |
| John La Farge (1943)            | États-Unis    | Firth of Clyde      | 7,176         | Locomotives & materiels de construction                                 | Liberty ship                                                                                                  |
| John McLoughlin (1942)          | États-Unis    | Europe              | 7,176         | General cargo                                                           | Liberty ship                                                                                                  |
| John Mitchell (1942)            | États-Unis    | Europe              | 7,191         | General cargo avec vehicules                                            | Liberty ship                                                                                                  |
| John W. Garrett (1943)          | États-Unis    | Europe              | 7,176         | General cargo                                                           | Liberty ship                                                                                                  |
| Junior Van Noy (1919)           | États-Unis    | Europe              | 2,372         | Réserves Militaires & explosifs                                         | Navire de reparation de l'armée                                                                               |
| Kohistan (1933)                 | UK            | Glasgow             | 5,884         | General cargo                                                           | |
| Kronprinsessen Margareta (1914) | Suède         | Swansea             | 3,746         | General cargo                                                           | |
| Lansdowne Park (1943)           | UK            | Manchester          | 2,861         | pâte de bois                                                            | Rejoint depuis Halifax                                                                                        |
| Leo J. Duster (1943)            | États-Unis    | Union Sovietique    | 7,176         | General cargo avec explosifs et locomotives                             | Liberty ship                                                                                                  |
| Lista (1920)                    | Norvège       | Manchester          | 3,671         | General cargo avec vehicules                                            | |
| Lucerna (1930)                  | UK            | Thames              | 6,556         | Gas oil                                                                 | Sert de ravitailleur en diesel, transporte 50 charges de profondeur de rechange pour les escortes.            |
| Macoma (1936)                   | Pays-Bas      | Firth of Clyde      | 8,069         | USN fuel                                                                | Navire marchant porte-avions rejoint depuis Halifax                                                           |
| Maliakos (1912)                 | Grèce         | Thames              | 3,903         | Woodpulp                                                                | Joined from Sydney                                                                                            |
| Margarita Chandris (1920)       | Grèce         | Thames              | 5,401         | Grain                                                                   | Joined from Sydney                                                                                            |
| Maud (1930)                     | Norvège       | Liverpool           | 3,189         | Sugar                                                                   | |
| Merchant Royal (1928)           | UK            | Manchester          | 5,008         | Newsprint                                                               | Joined from Sydney                                                                                            |
| Michael J. Stone (1942)         | États-Unis    | Europe              | 7,176         | General cargo including motor vehicles                                  | Liberty ship                                                                                                  |
| Mimosa (1905)                   | Grèce         | Thames              | 3,071         | Lumber                                                                  | Joined from Sydney                                                                                            |
| Minerva (1930)                  | Norvège       | Liverpool           | 5,883         | General cargo including landing craft                                   | |
| Mobile City (1920)              | États-Unis    | Europe              | 6,157         | General cargo                                                           | Depuis Halifax                                                                                                |
| Morska Wola (1924)              | Pologne       | Garston, Merseyside | 3,208         | General cargo                                                           | |
| Mount Othrys (1919)             | Grèce         | Leith               | 6,527         | Grain                                                                   | Joined from Sydney                                                                                            |
| Nacella (1943)                  | UK            | Soviet Union        | 8,196         | Aviation gasoline                                                       | équipé d'un filet anti-torpilles                                                                              |
| Nanceen (1929)                  | France        | Thames              | 2,895         | Woodpulp & motor vehicles                                               | Depuis Halifax                                                                                                |
| Nathan Clifford (1943)          | États-Unis    | Europe              | 7,200         | General cargo including motor vehicles                                  | Liberty ship                                                                                                  |
| Nathaniel Matthews (1944)       | UK            | Hartlepool          | 2,437         | General cargo                                                           | |
| Noah Brown (1944)               | États-Unis    | Avonmouth           | 7,240         | General cargo                                                           | Liberty ship                                                                                                  |
| Norma (1930)                    | Norvège       | Liverpool           | 4,487         | Sugar & general cargo                                                   | |
| Norsk Tank (1928)               | Norvège       | Manchester          | 9,720         | Fuel oil                                                                | |
| Ocean Fame (1942)               | UK            | Thames              | 7,173         | Sugar                                                                   | équipé d'un filet anti-torpilles                                                                              |
| Odysseus (1913)                 | Grèce         | Thames              | 4,577         | Ammunition & general cargo                                              | |
| Oscar Chappell (1943)           | États-Unis    | Europe              | 7,244         | General cargo                                                           | Liberty ship joined from Halifax                                                                              |
| Ovula (1938)                    | Pays-Bas      | Southampton         | 6,256         | Diesel fuel and aircraft                                                | Serving as escort oiler                                                                                       |
| Peik (1930)                     | Norvège       | Derry               | 6,099         | Furnace fuel oil                                                        | Joined from Halifax                                                                                           |
| Pencarrow (1921)                | UK            | Cardiff             | 4,841         | Grain                                                                   | Joined from Sydney                                                                                            |
| Peter V. Daniel (1942)          | États-Unis    | Europe              | 7,176         | Explosifs                                                               | Liberty ship                                                                                                  |
| Pierre Gibault (1943)           | États-Unis    | Europe              | 7,176         | General cargo including motor vehicles and explosives                   | Liberty ship                                                                                                  |
| Pomona (1920)                   | États-Unis    | Europe              | 7,583         | General cargo                                                           | Joined from Halifax                                                                                           |
| Prometheus (1925)               | UK            | Liverpool           | 6,095         | General cargo including motor vehicles                                  | Joined from Halifax                                                                                           |
| Rapana (1935)                   | UK            | Firth of Clyde      | 8,017         | USN fuel                                                                | Navire marchant porte-avions rejoint depuis Halifax                                                           |
| Riley (1936)                    | UK            | Manchester          | 4,993         | Grain                                                                   | Joined from Sydney                                                                                            |
| Robert M. La Follette (1943)    | États-Unis    | Europe              | 7,191         | General cargo including motor vehicles                                  | Liberty ship                                                                                                  |
| Rudby (1924)                    | UK            | River Tyne          | 4,846         | Grain                                                                   | Joined from Halifax                                                                                           |
| Saintonge (1936)                | UK            | Thames              | 9,386         | USN fuel                                                                | Sert de ravitailleur en diesel, transporte 60 charges de profondeur de rechange pour les escortes.            |
| Salando (1920)                  | Pays-Bas      | Thames              | 5,272         | General cargo including motor vehicles                                  | |
| Samfield (1943)                 | UK            | Manchester          | 7,219         | Steel & lumber                                                          | équipé d'un filet anti-torpilles                                                                              |
| Samsperrin (1944)               | UK            | Liverpool           | 7,219         | Grain                                                                   | |
| Samuel Ashe (1942)              | États-Unis    | Europe              | 7,177         | General cargo                                                           | Liberty ship                                                                                                  |
| Samuel Johnson (1942)           | États-Unis    | Europe              | 7,191         | General cargo                                                           | Liberty ship                                                                                                  |
| Samuel Nelson (1942)            | États-Unis    | Europe              | 7,176         | vehicules                                                               | Liberty ship                                                                                                  |
| Samuel Parker (1942)            | États-Unis    | Europe              | 7,176         | General cargo                                                           | Liberty ship depuis Halifax                                                                                   |
| San Valerio (1913)              | UK            | Isle of Grain       | 6,493         | diesel                                                                  | Sert de ravitailleur en diesel                                                                                |
| Senga (1913)                    | Yougoslavie   | Glasgow             | 5,140         | Steel & woodpulp                                                        | Depuis Sydney                                                                                                 |
| Silas Weir Mitchell (1943)      | États-Unis    | Firth of Clyde      | 7,176         | Locomotives and explosives                                              | Liberty ship équipé d'un filet anti-torpilles                                                                 |
| Skeldergate (1930)              | UK            | Manchester          | 4,251         | Woodpulp                                                                | Joined from Sydney                                                                                            |
| Solstad (1927)                  | Norvège       | Birkenhead          | 5,952         | Huile                                                                   | |
| Stalowa Wola (1924)             | Modèle:Pol    | Sunderland          | 3,133         | General                                                                 | |
| Suerte (1910)                   | Panama        |                     | 3,649         |                                                                         | |
| Thomas Donaldson (1944)         | États-Unis    | Union sovietique    | 7,210         | General                                                                 | Liberty ship                                                                                                  |
| Thorshov (1935)                 | Norvège       | London              | 9,955         | Diesel et avions                                                        | Sert de ravitailleur en diesel, transporte 60 charges de profondeur de rechange pour les escortes.            |
| Tilapa (1928)                   | UK            | Thames              | 5,392         | Viande et general cargo                                                 | Depuis Halifax                                                                                                |
| Torr Head (1937)                | UK            | Glasgow             | 5,021         | Metal & general cargo                                                   | Veteran du convoi ON 67; depuis Halifax                                                                       |
| Trocas (1927)                   | UK            | Thames              | 7,406         | fuel                                                                    | |
| Tynebank (1922)                 | UK            | Liverpool           | 4,651         | Sucre                                                                   | |
| Voco (1925)                     | UK            | Birkenhead          | 5,090         | huile                                                                   | transporte 60 charges de profondeur de rechange pour les escortes.                                            |
| Warren Delano (1944)            | United States | Union sovietique    | 7,210         | General cargo                                                           | Liberty ship                                                                                                  |
| William R. Davie (1942)         | États-Unis    | Liverpool           | 7,177         | General cargo                                                           | Liberty ship                                                                                                  |
| Wind Rush (1918)                | États-Unis    | Cardiff             | 5,586         | Motor vehicles and explosives                                           | Veteran du convoi JW 51A et convoi ON 166                                                                     |
| Winona (1919)                   | États-Unis    | Liverpool           | 6,197         | General cargo                                                           | Veteran du convoi SC 7                                                                                        |
| Wisla (1928)                    | Pologne       | Bristol             | 3,106         | General cargo                                                           | Veteran du convoi ON 154; depuis Halifax                                                                      |
| Zamalek (1921)                  | UK            |                     | 1,567         |                                                                         | navire de sauvetage; veteran du convoi PQ 17 et convoi SC 130                                                 |
| Zane Grey (1943)                | États-Unis    | Europe              | 7,176         | General cargo                                                           | Liberty ship                                                                                                  |

## L'escorte
Les navires partant de New York étaient escortés par les chasseurs de sous-marins de l'United States Navy SC 1338 et SC 1340, et par la Western Local Escort Force (WLEF) : le dragueur de mines NCSM Portage et les corvettes de classe Flower HMCS Chicoutimi (en), NCSM Kamsack et HMCS The Pas (en).
Les navires partant d'Halifax étaient escortés par le dragueur de mines WLEF HMCS Winnipeg (en) et les corvettes NCSM Arvida, Pictou,  Lethbridge et le Rosthern. Le Rosthern et les escortes de New York furent détachés lorsque les navires restants d'Halifax prirent la responsabilité du convoi le 20 juillet.
Les navires partant de Sydney (Nouvelle-Écosse) étaient escortés par les WLEF NCSM Baffin (en) et NCSM Miscou (T277), ainsi que par l'escorte HNoMS King Haakon VII.
Les navires de guerre d'escorte de Sydney se sont détachés du convoi après que les navires de guerre d'escorte d'Halifax ont pris la responsabilité des navires de Sydney le 22 juillet.
Les quatre navires de guerre d'Halifax ont été détachés lorsque la Mid-Ocean Escort Force groupe C5, la frégate de classe River HMCS Dunver (en) et les corvettes Dauphin, Wetaskiwin, New Westminster, Hespeler, Algoma, et le Long Branch a assumé la responsabilité du convoi le 24 juillet. Ces deux dernières corvettes avaient escorté les navires marchands partant de Saint Jean de Terre-Neuve.
Les chalutiers armés HMS « Cape Mariato » et HMS « Southern Spray » ont assumé la responsabilité du convoi dans les approches occidentales le 2 août. Le convoi n'a pas été attaqué par des sous-marins et est arrivé dans les ports du Royaume-Uni le 3 août 1944.